# Mária Bátori
Mária Bátori (på ungerska Bátori Mária) är en opera av den ungerska kompositören Ferenc Erkel. Librettot är skrivet av Béni Egressy, som senare även skrev libretto till fler av Erkels operor. Det är baserat på en pjäs från 1793 av András Dugonics.
Operan hade urpremiär på Pesti Nemzeti Magyar Szinház i Pest den 8 augusti 1840. Mária Bátori kallas ofta "den första ungerska operan".

## Roller
- Kálmán, Ungerns kung
- István, hans son och tronarvinge
- Árvai, kunglig rådgivare
- Szepelik, kunglig rådgivare
- Mária Bátori, adelsdam, mor till Istváns två barn
- Miklós, Marias bror

## Handling
Akt 1: Kronprinsen István återvänder till det kungliga palatset i Buda efter att framgångsrikt i krig ha försvarat Ungerns gränser från främmande makter. Hans far tar emot honom med beskedet att han nu tänker kröna sin son till efterträdare på Ungerns tron. Samtidigt berättar han för István att Istváns hustru har dött, och uppmanar honom att snarast ta sig en ny hustru. Prinsen protesterar: han vill inte än en gång ingå i ett arrangerat äktenskap. Dessutom älskar han i hemlighet en kvinna, Maria, som visserligen är adlig, men inte kunglig. Kungen blir ursinnig, men prins István ger inte med sig, utan ger sig av till sitt slott norr om Budapest, där Mária Bátori väntar tillsammans med deras två barn. István bestämmer att de två nu ska gifta sig. Mária tvekar, då hon är rädd för kungens reaktion, men ger till slut med sig. Under det festliga bröllopet som snart följer bevittnar en kunglig spion vad som händer, och beger sig till Pest för att rapportera.
Akt 2: István ger sig ut på en jakttur, trots att Mária känner sig osäker att bli lämnad utan hans beskydd i slottet. Först mitt under jakten inser István att han lämnat sin hustru i en utsatt position, och han plågas av syner av sin hustru, indränkt i sitt eget blod. Han återvänder till sitt slott, men under tiden han varit borta har de två kungliga rådgivarna uppmanat kungen att låta avrätta Mária, för att rädda nationens ära. Men när kungen ställs ansikte mot ansikte med henne blir han slagen av hennes lugn och av hennes nobla uppträdande, och ändrar sig. Han ger sig av, efter att ha deklarerat att han inte vill vara delaktig i något mord. Han lämnar henne i sina rådgivares vård, vilket visar sig vara ödesdigert: en av dem har en gång i tiden uppvaktat Mária och blivit avspisad, och den andre har en gång blivit förolämpad av Márias bror Miklós. Mária blir ihjälhuggen i sin kammare. István återvänder i tid för att se henne dö, och svär att hämnas mordet.